# Villaldama
Villaldama es una localidad de México, ubicada en Nuevo León. La localidad tuvo su máximo desarrollo cuando su nombre era Real de Minas de San Pedro Boca de Leones, durante el esplendor minero del Nuevo Reino de León hacia 1690, su nombre actual se debe al héroe de la Independencia de México: Juan Aldama, y cambió en 1812.

## Ubicación
Se ubica en la parte norte del estado, en las coordenadas 100º25´ longitud oeste y 26º30´ de latitud norte, a una altitud de 420 metros sobre el nivel del mar. Limita al norte con el municipio de Lampazos de Naranjo y al sur con Salinas Victoria; al oriente con Sabinas Hidalgo y al poniente con Bustamante. Su distancia aproximada a la capital del estado es de 96 km. La forma de llegar es transitando la Carretera Colombia del Estado de Nuevo León.

## Historia
En la región norte del estado habitaron los grupos aborígenes conocidos como los alazapas, tobosos apaches y catapaches. La colonización en el norte del estado fue más lenta que en otros estados del país. Los españoles intentaron colonizar a fines del siglo XVIII y fueron rechazados por los pueblos aborígenes. Corresponde a los tlaxcaltecas procedentes del centro del país facilitar la colonización y la fundación de pueblos como el de San Miguel de Aguayo de la Nueva Tlaxcala, hoy Bustamante; el Real de San Pedro de Boca de Leones, hoy Villaldama; el Real de Santiago de las Sabinas, hoy Sabinas Hidalgo; y la Misión de Nuestra Señora de los Dolores de la Punta de Lampazos de Naranjo. 
En 1690 se fundó el Real de San Pedro de Boca de Leones por el capitán Juan de Villarreal, Francisco de Barbariego y el tlaxcalteca Antonio González quienes descubrieron las primeras minas en el Valle de Boca de Leones.
Al consolidarse el triunfo de la independencia cambió la vida política del país y lo que era el nuevo Reino de León se le llamó Estado de Nuevo León. El Real pasó a la categoría política de Villa el 17 de marzo de 1828. En 1830 de nueva cuenta se explotaron las minas de Minas Viejas por don Darío Guerrero, de donde se obtuvo la plata que regaló para enmarcar el cuadro de la Virgen de Guadalupe en el templo del mismo nombre. 
La lucha armada de 1910, apenas duró seis meses, razón por la cual,  la minería trabajó con normalidad. Entre 1914 y 1918 en la Hacienda de Guadalupe se construyeron cuatro hornos verticales y tres de rotación, en Minas Viejas se instaló un horno vertical. La producción minera era de plata y zinc. Minas Viejas está ubicada en la sierra del mismo nombre. Durante el movimiento revolucionario, se registró un combate, que se recuerda por haber sido muy cruento, el 3 de mayo de 1913. Las tropas revolucionarias estaban al mando de Jesús Carranza, quienes triunfaron sobre las tropas federales al mando del coronel Villanueva.
Actualmente el Rancho Minas Viejas es propiedad de Pedro Elizaldi Cantú, quien trabajó como minero en estas propiedades hace más de 40 años, y quien 20 años atrás fue uno de los alcaldes de Lampazos de Naranjo, Nuevo León.

## Turismo
Villaldama cuenta con interesantes atractivos de carácter arquitectónico como
- El Palacio municipal, edificio colonial clásico construido entre 1906 y 1907.
- La Iglesia de Nuestra Señora de Guadalupe muestra del estilo arquitectónico del siglo XVI.
- El Antiguo Templo de San Pedro Apóstol, de construcción rústica y actualmente utilizado como teatro experimental al aire libre.
- La Ermita de la Santa Cruz ubicada a 300 metros de la cabecera municipal, única iglesia en el estado con un Viacrucis completo en su escalinata, conocida por sus pobladores como La Ermita de la Loma desde donde se ve todo Villaldama
- Rancho Real de Minas Viejas orientado a la preservación, conservación y reproducción de flora y fauna, situado en una importante zona minera, donde se explotó plata, plomo y oro a finales del siglo XVII.

Se pueden realizar actividades como exploración de minas, bicicleta de montaña, observación de aves, astronomía y safari fotográfico.
- Mirador conocido como "Volcán del Aire" desde el cual se observa un impresionante paisaje.

La localidad cuenta con cuatro centros de hospedaje:
- Hotel María Luisa
- Hotel Aurora
- Hotel Carretas
- Rancho Real de Minas Viejas.[7]

## Cultura
Hay que visitar el Museo Municipal, en él se exhiben antigüedades de la región y fotografías que muestran la transformación del poblado a través de los años; también cuenta con un espacio para exposiciones pictóricas y una sala polivalente y está ubicado a un costado de la Iglesia de Nuestra Señora de Guadalupe.

## Gastronomía
El municipio de Villaldama es famoso por la cantidad de buenas panaderías que ha tenido a lo largo de su historia. A lo largo y ancho del municipio se encuentran una gran variedad de panaderías, las cuales aún usan hornos de piedra tradicional, donde se pueden comprar empanadas (calabaza, piña, cajeta, entre otras), volcanes, coyotas, hojarascas, entre otras piezas de pan.

## Fiestas y tradiciones
- Feria de la Santa Cruz: 26 de abril al 3 de mayo